# Peter Acs
Peter Acs (nacido el 10 de mayo de 1981 en Eger, Hungría) es un Gran Maestro Internacional de ajedrez húngaro.
En 1992 ganó el Campeonato de Europa Sub-12, en 2001, el Campeonato Mundial Junior de Ajedrez para menores de 20 años, celebrado en Atenas, Grecia.
En la lista de enero 2009 de la FIDE, tiene una puntuación elo de 2542.
Participó representando a Hungría en dos Olimpíadas de ajedrez en los años 2002 y 2004.

## Partidas notables
Loek van Wely – Peter Acs, Países Bajos 2002 1.d4 Cf6 2.c4 e6 3.Cc3 Ab4 4.e3 O-O 5.Ad3 d5 6.cxd5 exd5 7.Ce2 Te8 8.O-O Ad6 9.a3 Cg4 10.h3 Ch2 11.Te1 Cf3+ 12.gxf3 Dg5+ 13.Rh1 Dh4 14.Cf4 Axh3 15.Ccxd5 Te6 16.Cxe6 Af5+ 17.Rg1 Dh2+ 18.Rf1 Ag3 0-1
Peter Acs – Donchenko, Tel Aviv 2001 1.e4 c5 2.Cf3 d6 3.d4 cxd4 4.Cxd4 Cf6 5.Cc3 a6 6.Ae3 Cg4 7.Ag5 h6 8.Ah4 g5 9.Ag3 Ag7 10.Ae2 h5 11.Cf5 Axf5 12.exf5 Da5 13.O-O Axc3 14.bxc3 f6 15.Tb1 Cc6 16.Txb7 Td8 17.Dd3 h4 18.Dc4 Cge5 19.Axe5 Cxe5 20.De6 Cd7 21.Ac4 1-0